# 리나 이바노바

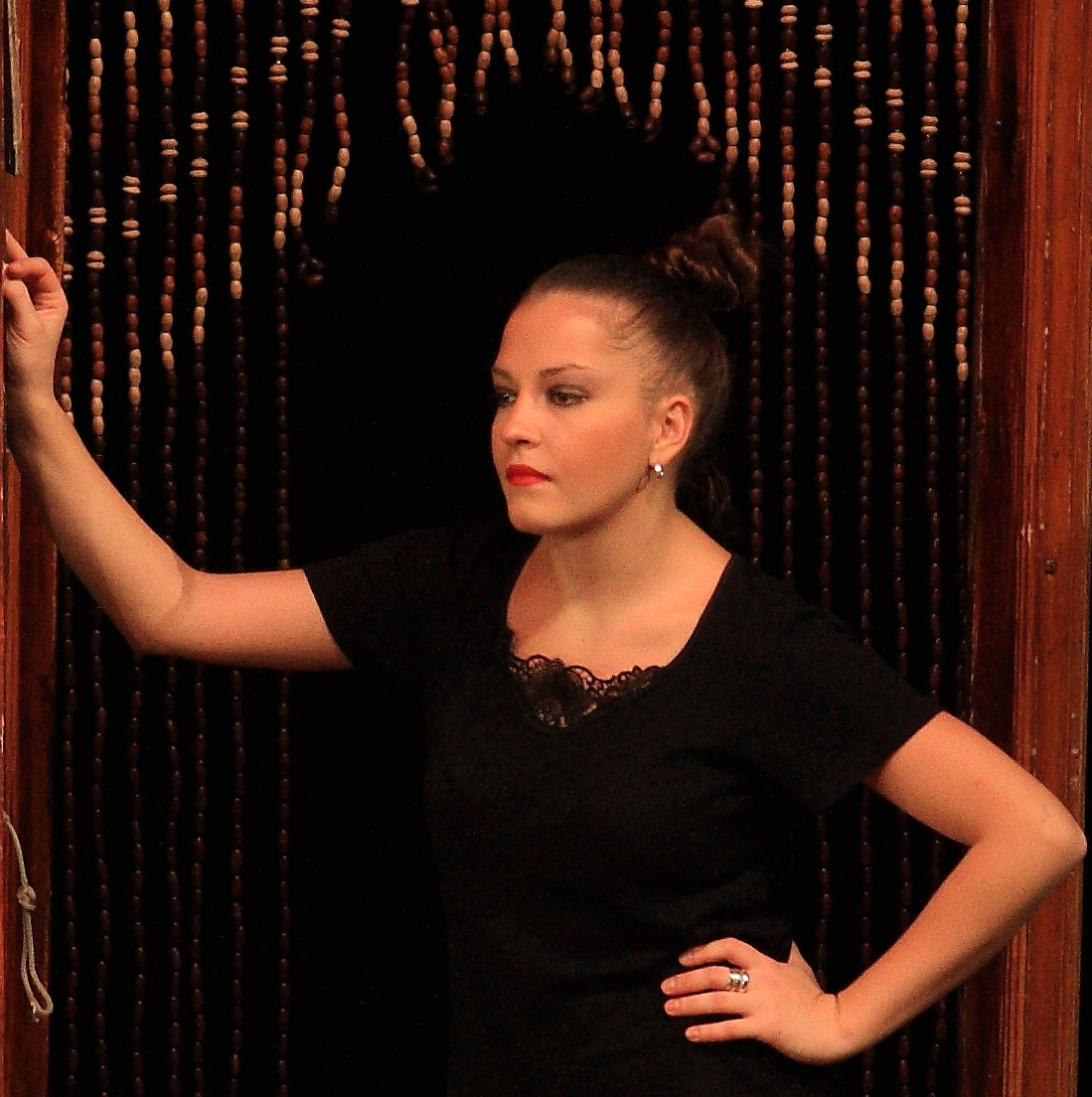

리나 이고레브나 이바노바(러시아어: Лина Игоревна Иванова, 1986년 6월 30일 - )는 영화배우이자 더빙이다.

## 약력
1986년에 태어났다. RATI를 졸업했다.

## 출연 작품
- 2010 — 새미의 어드벤처
- 2009 — 해리 포터와 혼혈 왕자 — 헤르미온느 그레인저
- 2007 — 주노
- 2007 — 해리 포터와 불사조 기사단 — 헤르미온느 그레인저
- 2006 — 클라스 3000(Класс 3000) — 릴드(Лил’Д)
- 2005 — 프라이드와 편견 — 키티
- 2005 — 마법소녀 위치 — 헤이 린
- 2005 — 해리 포터와 불의 잔 — 헤르미온느 그레인저
- 2004 — 해리 포터와 아즈카반의 죄수 — 헤르미온느 그레인저
- 2002 — 해리 포터와 비밀의 방 — 헤르미온느 그레인저
- 2001 — 해리 포터와 마법사의 돌 — 헤르미온느 그레인저